# Abbazia di San Leonardo in Lama Volara
L'abbazia di San Leonardo in Lama Volara è un'abbazia situata a Siponto, a dieci chilometri da Manfredonia, in provincia di Foggia, dedicata a San Leonardo di Noblac. Fondata all'inizio del XII secolo, entrò in declino già nella seconda metà del Duecento, passando sotto l'amministrazione di diversi ordini religiosi fino alla definitiva chiusura dell'ospedale nel 1809, che decretò il suo abbandono.

## Storia

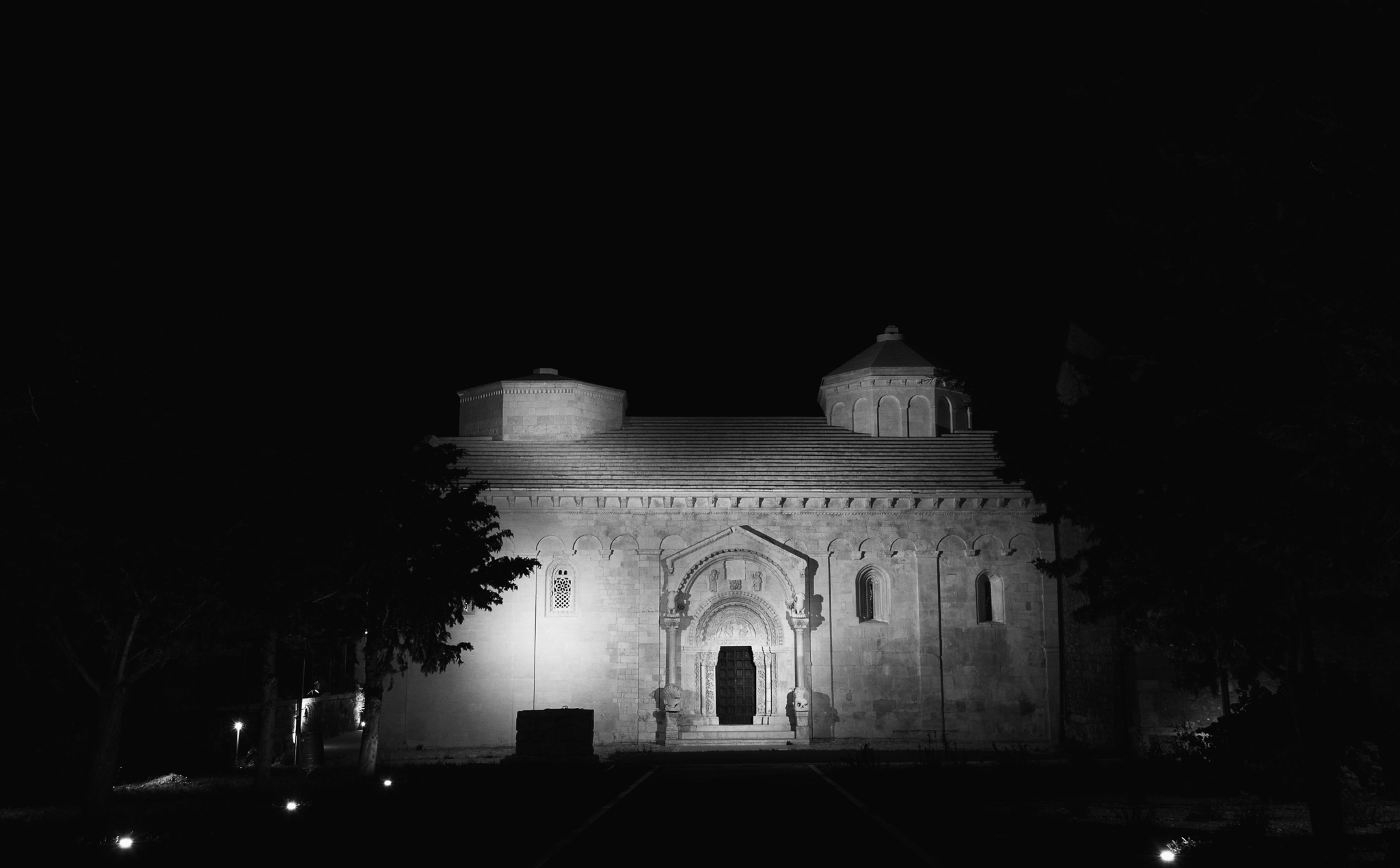
L'abbazia in notturna

Non è nota la data esatta della fondazione dell'abbazia, ma si sa che nel 1127 era officiata dai canonici regolari di Sant'Agostino, dunque è verosimile che il complesso sia stato costruito all'inizio del XII secolo o alla fine dell'XI secolo. Alla fine del secolo, all'abbazia erano già affiliate altre dieci chiese della zona, alle quali se ne aggiunsero altre quattro durante la prima metà del Duecento, indice dell'importanza acquistata in breve tempo. Fino al 1167 il monastero è guidato da Riccardo, in personale rapporto con i papi Adriano IV e Alessandro III, per poi passare sotto il priorato di Pietro (1184-1224), due figure celeberrimi priori. Questo periodo, dunque fino alla prima metà del Duecento, può considerarsi il periodo più florido per l'abbazia, dopodiché ha inizio un rapido e inesorabile declino, dato soprattutto dalla scarsità di risorse economiche. Nel 1261 l'abbazia passa ai frati dell'Ordine Teutonico (della sede di San Tommaso, in Barletta), che ne fanno il centro della loro attività in Puglia, rimanendovi fino alla seconda metà del Quattrocento. In questo periodo, i Cavalieri vi aggiunsero un'ampia cinta e una torre merlata, oggi scomparsa. Usciti di scena anche i teutonici la gestione della chiesa, ormai considerata Badia, viene incorporata nel 1466 al Procuratorio dell'Ordine di Roma, per poi essere assegnata in commendam ai cardinali delle diocesi locali.

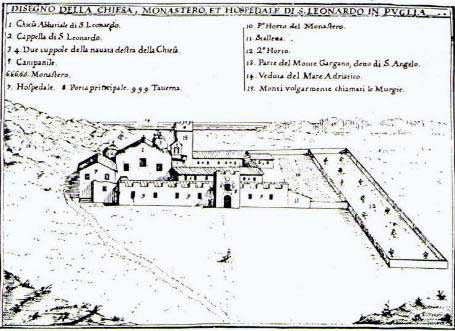
Pianta della chiesa del XVII secolo

Nel 1527, durante l'assedio di Manfredonia, le truppe di Odet de Foix occupano il convento, ma non dovettero procurare troppi danni se già nel 1538 la chiesa risulta officiata. Nel Seicento la chiesa passò ai frati minori i quali, durante la loro gestione, operano alcune modifiche al convento, anche di conseguenza al terremoto del 1731. Nel 1763, ad esempio, viene costruita ciò che oggi è la parte ancora abitabile del convento. Fino agli inizi dell'Ottocento nell'abbazia venivano accolti i pellegrini, che arrivavano all'ingresso laterale, maggiormente decorato. I francescani lasciano la chiesa all'inizio dell'Ottocento, portando con sé l'originale simulacro ligneo di san Leonardo del Duecento, la statua della Madonna e le reliquie del corpo di san Celestino Martire, che vengono trasferite alla chiesa di Santa Maria delle Grazie di Manfredonia. Il Re di Napoli Gioacchino Murat, con decreto del 21 gennaio 1809, sopprimendo l'ospedale di San Leonardo, ne assegnava le rendite all'ospedale di Foggia, con l'obbligo di ricevere a mantenere gli infermi della zona di San Leonardo. L'abbazia viene completamente abbandonata. Il complesso subisce una serie di danni durante la seconda guerra mondiale, riparati nell'immediato dopoguerra da don Silvestro Mastrobuoni, che riapre la chiesa al culto e ne diventa parroco. Attualmente funge ancora da sede della parrocchia di Siponto.

## Struttura

### Esterno

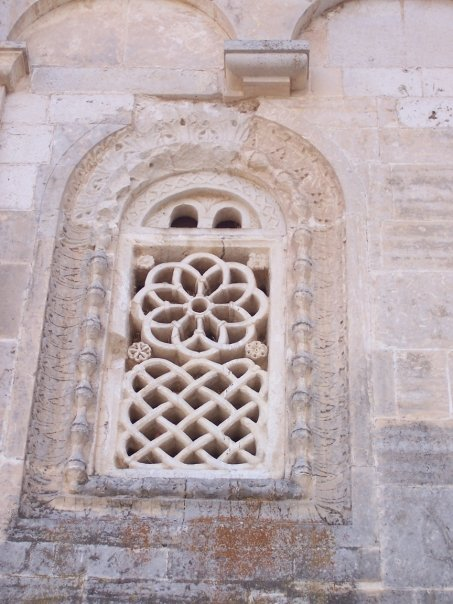
Una finestra dell'abbazia

Sulle fiancate della chiesa, una serie di mensole, interessantissime per la varietà e la delicatezza dei motivi, assolve la funzione di sostenere la cornice, nella quale si raccolgono e scorrono le acque piovane del tetto. Numerosi archetti, divisi in serie di tre ciascuna da lesene, con quattro monofore, denunciano un motivo dominante nell'architettura romanica. Sul retro della chiesa si osservano le tre absidi, costruite con lo sviluppo della chiesa primitiva, che era di forma quadrata, come ordinariamente erano le chiese bizantine, di cui qui c'è traccia per i disegni geometrici di un frammento dell'architrave. L'abside centrale è decorata da mostri sporgenti a corona, realizzati sotto i cavalieri Teutonici, che simboleggiano i demoni fuori del tempio.
La facciata a salienti denuncia la presenza di tre navate interne e consente la vista del tamburo ottagonale, ricoprente una delle volte coniche, abbellito e alleggerito da archetti, a tutto sesto, poggianti su fasce a sezione rettangolare. La sequenza di archetti pensili e lesene, che interrompono e ripartiscono l'insieme, non è uniforme sui lati poiché quello di sinistra è più antico.

### Interno
All'interno quattro pilastri centrali cruciformi, che riprendono i pilastri del portico degli Ognissanti a Trani, scandiscono tre navate. Di queste si distingue la navata destra, che, infatti, non esisteva in origine e fu aggiunta in seguito (sotto i Teutonici), addossandola all'ex-muro esterno, oggi muro interno alla chiesa. Alcuni affreschi e scudi crociati teutonici riportano alla metà del Duecento. Nella volta centrale troviamo un piccolo rosone. Tutti gli altri che vi erano precedentemente, dando al tempio un aspetto confuso e disarmonico furono rimossi durante i restauri barocchi. Una lapide all'interno, sulla porta centrale, ricorda la data di riapertura al culto (1950), dopo più di un secolo di totale abbandono. Opera pregevolissima è il grande Crocifisso ligneo del Duecento, alto due metri e mezzo circa, restaurato per interessamento della Soprintendenza ai Monumenti e alle Gallerie della Puglia e custodito nella Cattedrale di Manfredonia.
Nel giorno del solstizio di giugno, la luce solare che filtra all'interno della chiesa attraverso il "foro gnomonico" posto sul tetto proietta la sagoma di un rosoncino ad undici raggi che, nel momento in cui il Sole sul meridiano locale è alla massima altezza angolare rispetto all'orizzonte, risulta posizionata perfettamente al centro della zona di pavimento tra le due colonne adiacenti all'ingresso nord.

## Curiosità
- Provando a collegare con una linea ideale il monastero sipontino con la chiesa di San Leonardo di Colli a Volturno, in Molise, scopriamo che rispetta in maniera perfetta l'allineamento OVEST-EST.[2]

- Tra il 2000 e il 2001, la facciata, alcuni esterni ed alcuni interni dell'abbazia sono stati utilizzati dal regista Pupi Avati per il suo film I cavalieri che fecero l'impresa. Nel film sono riconoscibili nella scena in cui tre dei cinque protagonisti della storia, ovvero Vanni delle Rondini, Ranieri di Panico e Giacomo d'Altogiovanni (impersonati rispettivamente da Thomas Kretschmann, Marco Leonardi e Raoul Bova) bussano alla porta del monastero per cercare ospitalità e riposo durante il loro viaggio e vengono in seguito imprigionati dal padre superiore, poiché Giacomo è indemoniato, all'insaputa dei suoi due compagni, che vengono di conseguenza considerati suoi complici e condannati.

## Galleria d'immagini

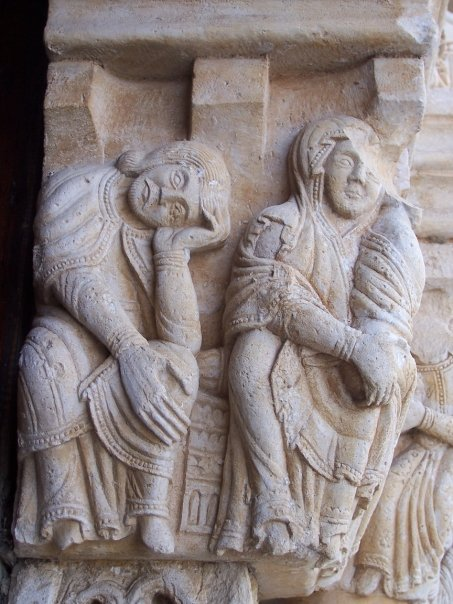
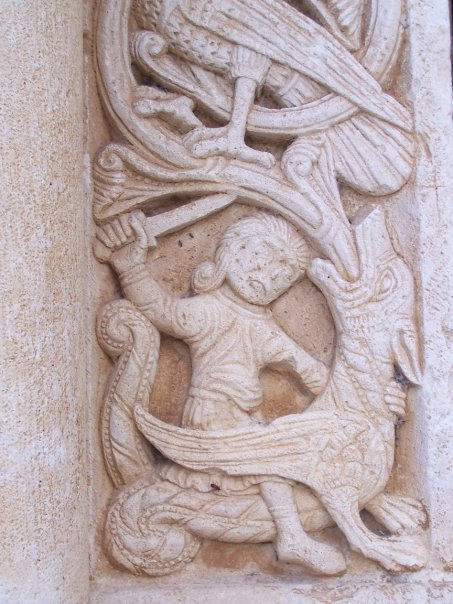
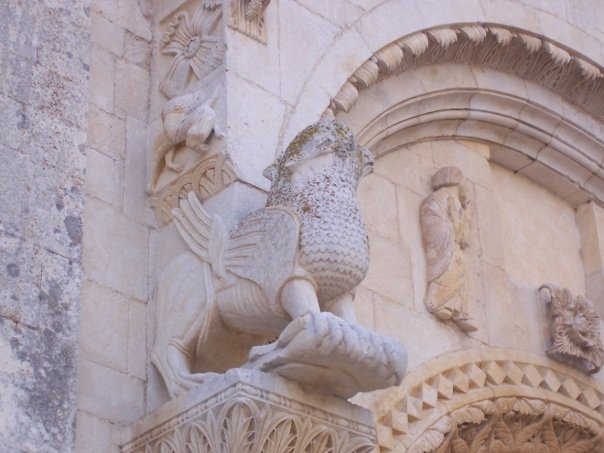
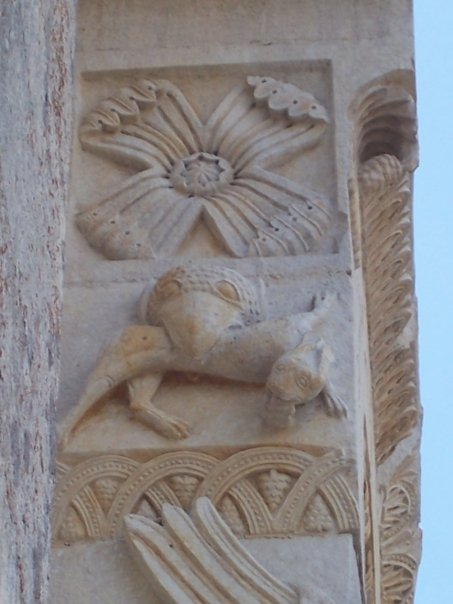
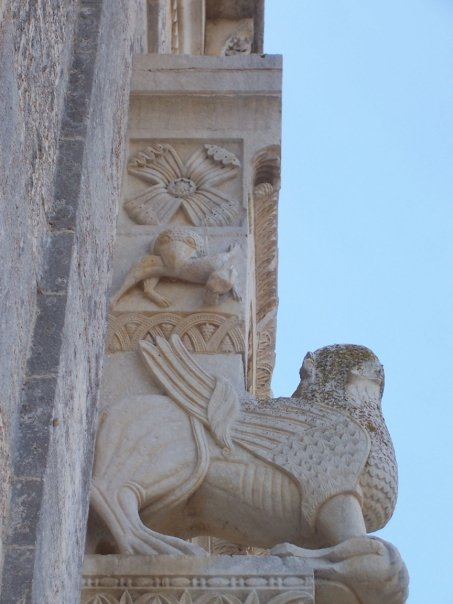
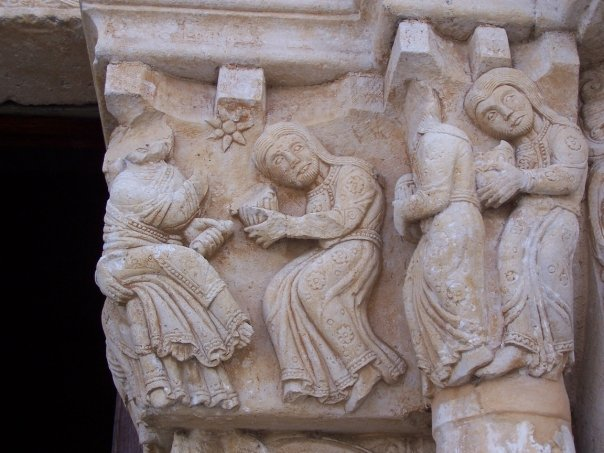
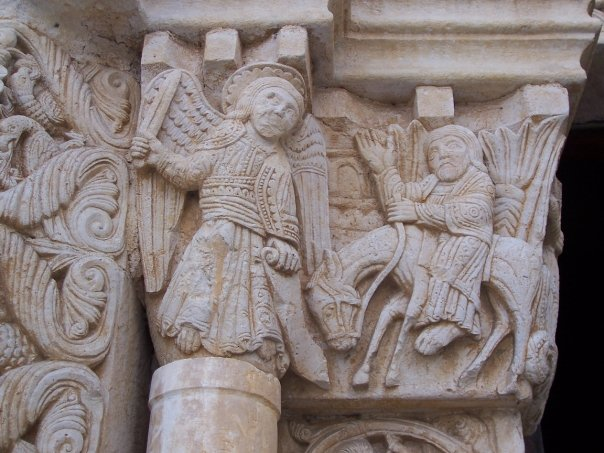
Capitello raffigurante Balaam e la sua asina
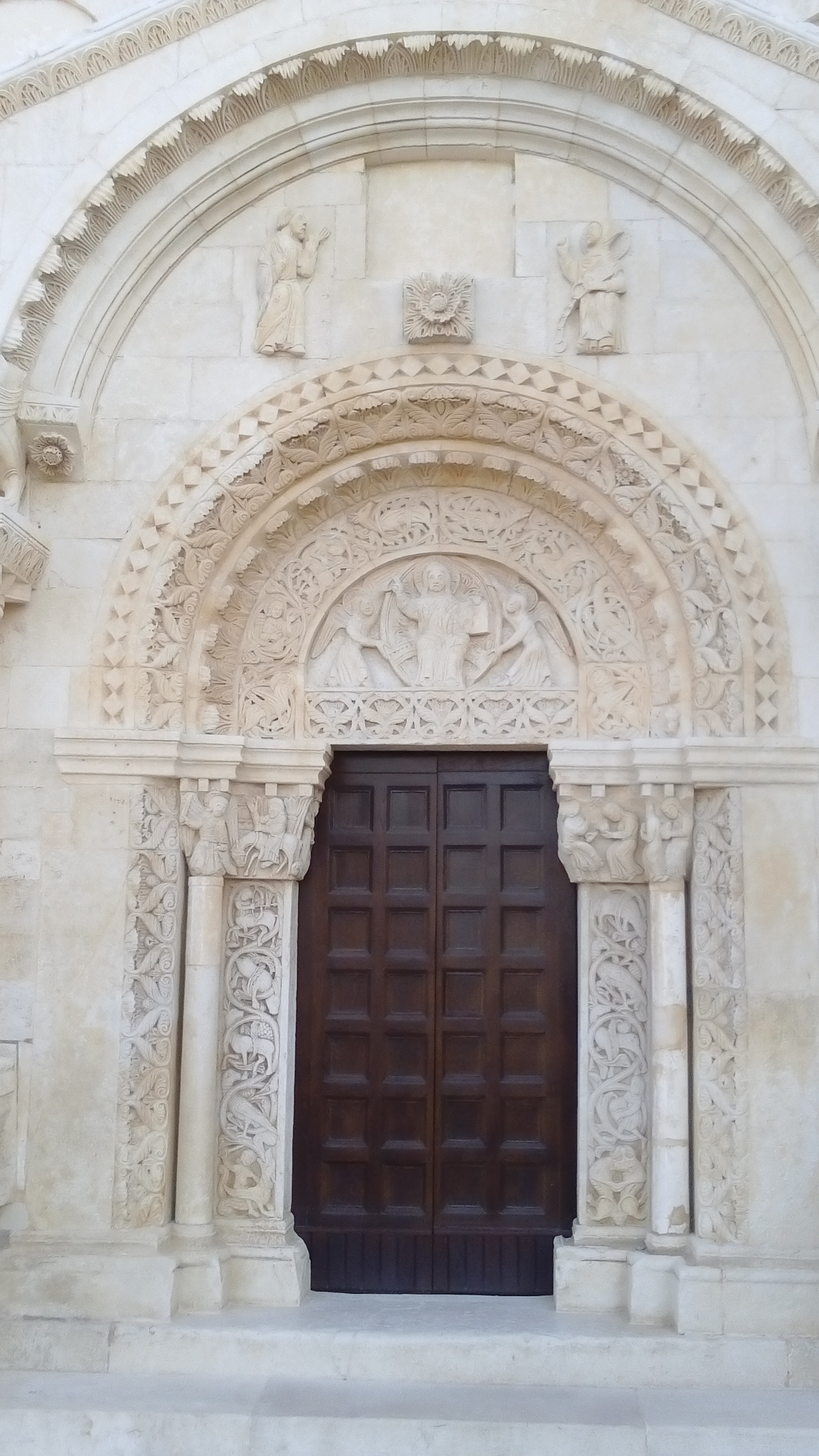
Portale